# Cupeyalia subterranea
Cupeyalia subterranea là một loài bọ cánh cứng trong họ Cerambycidae.